# Kyabé
Kyabé (àrab: كيابي, Kiyābī) és una ciutat de la regió de Moyen-Chari, al Txad. És el centre administratiu del departament del Llac Iro. Hi ha un aeroport amb el nom de la ciutat, l'aeroport de Kyabé.

## Ubicació geogràfica
La ciutat està situada en la part central de la regió, al nord del riu Keita (un afluent del riu Chari), a una altitud de 367 metres sobre el nivell de la mar. Kyabé està situada a uns 68 quilòmetres al nord-est de Sarh, el centre administratiu de la regió, i a 508 quilòmetres al sud-est de N'Djamena, la capital del país.

## Història
Des que va esclatar una epidèmia de xarampió el maig de l'any 2018 per tot el país, s'ha anat reduint en mica en mica les localitats afectades. El maig de 2020, Kyabé esdevé una de les zones més afectades per la epidèmia. Per això, Metges sense Fronteres va dur a terme una campanya massiva de vacunació a la zona de Kyabé.
El gener de 2020, es va construir una infraestructura d'aigua potable per part del Banc Africà del Desenvolupament. A més a més, Kyabé també serà una de les poblacions beneficiades de la construcció d'una xarxa de fibra òptica de 1.200 km que anirà de Doba a Iriba, que forma part del projecte nacional que el govern txadià vol dur a terme a partir del 7 de juliol de 2020 per modernitzar la infraestructura i les comunicacions electròniques.